# Кубок Англії з футболу 1946—1947
Кубок Англії з футболу 1946—1947 — 66-й розіграш найстарішого футбольного турніру у світі, Кубка виклику Футбольної Асоціації, також відомого як Кубок Англії. Вперше титул здобув Чарльтон Атлетік.

## Перший раунд
| Дата                  | Господарі                  | Рахунок | Гості                       |
| --------------------- | -------------------------- | ------- | --------------------------- |
| 30 листопада          | Борнмут енд Боском Атлетік | 4:2     | Ексетер Сіті                |
| 30 листопада          | Барнет                     | 3:0     | Саттон Юнайтед              |
| 30 листопада          | Барроу                     | 0:0     | Галіфакс Таун               |
| 4 грудня Перегравання | Галіфакс Таун              | 1:0     | Барроу                      |
| 30 листопада          | Бристоль Сіті              | 9:3     | Геєс                        |
| 30 листопада          | Рочдейл                    | 6:1     | Бішоп Окленд                |
| 30 листопада          | Йовіл Таун                 | 2:2     | Пітерборо Юнайтед           |
| 5 грудня Перегравання | Пітерборо Юнайтед          | 1:0     | Йовіл Таун                  |
| 30 листопада          | Редінг                     | 5:0     | Колчестер Юнайтед           |
| 30 листопада          | Джиллінгем                 | 4:1     | Грейвсенд-енд-Нортфліт      |
| 30 листопада          | Гейнсборо Триніті          | 1:2     | Дарлінгтон                  |
| 30 листопада          | Свіндон Таун               | 4:1     | Кембридж Таун               |
| 30 листопада          | Стоктон                    | 2:4     | Лінкольн Сіті               |
| 30 листопада          | Донкастер Роверз           | 2:2     | Аккрінгтон Стенлі           |
| 4 грудня Перегравання | Аккрінгтон Стенлі          | 0:5     | Донкастер Роверз            |
| 30 листопада          | Рексем                     | 5:0     | Мерайн                      |
| 30 листопада          | Іпсвіч Таун                | 2:0     | Торкі Юнайтед               |
| 30 листопада          | Стокпорт Каунті            | 2:0     | Саутпорт                    |
| 30 листопада          | Веллінгтон Таун            | 1:1     | Вотфорд                     |
| 4 грудня Перегравання | Вотфорд                    | 1:0     | Веллінгтон Таун             |
| 30 листопада          | Квінз Парк Рейнджерс       | 2:2     | Пул Таун                    |
| 4 грудня Перегравання | Пул Таун                   | 0:6     | Квінз Парк Рейнджерс        |
| 30 листопада          | Лейтонстоун                | 1:6     | Волсолл                     |
| 30 листопада          | Нортгемптон Таун           | 2:0     | Менсфілд Таун               |
| 30 листопада          | Саут Ліверпуль             | 2:1     | Воркінгтон                  |
| 30 листопада          | Норвіч Сіті                | 7:2     | Брайтон енд Гоув Альбіон    |
| 30 листопада          | Галл Сіті                  | 0:0     | Нью-Брайтон                 |
| 4 грудня Перегравання | Нью-Брайтон                | 1:2     | Галл Сіті                   |
| 30 листопада          | Карлайл Юнайтед            | 4:0     | Ранкорн                     |
| 30 листопада          | Олдем Атлетік              | 1:0     | Транмер Роверз              |
| 30 листопада          | Гартлпул Юнайтед           | 6:0     | Норт Шилдс                  |
| 30 листопада          | Порт Вейл                  | 5:0     | Фінчлі                      |
| 30 листопада          | Йорк Сіті                  | 0:1     | Сканторп-енд-Ліндсі Юнайтед |
| 30 листопада          | Ротергем Юнайтед           | 2:0     | Кру Александра              |
| 30 листопада          | Олдершот                   | 4:2     | Челтнем Таун                |
| 30 листопада          | Ґейтсгед                   | 3:1     | Бредфорд Сіті               |
| 30 листопада          | Ланкастер Сіті             | 1:0     | Спеннімур Юнайтед           |
| 30 листопада          | Лейтон Орієнт              | 1:2     | Ноттс Каунті                |
| 30 листопада          | Браш Спортс                | 1:6     | Саутенд Юнайтед             |
| 30 листопада          | Мертір-Тідвіл              | 3:1     | Бристоль Роверз             |

## Другий раунд
До другого раунду увійшли переможці першого раунду. 
| Дата                   | Господарі                  | Рахунок | Гості                       |
| ---------------------- | -------------------------- | ------- | --------------------------- |
| 14 грудня              | Дарлінгтон                 | 1:2     | Галл Сіті                   |
| 14 грудня              | Борнмут енд Боском Атлетік | 4:2     | Олдершот                    |
| 14 грудня              | Барнет                     | 2:9     | Саутенд Юнайтед             |
| 14 грудня              | Бристоль Сіті              | 1:2     | Джиллінгем                  |
| 14 грудня              | Рочдейл                    | 6:1     | Гартлпул Юнайтед            |
| 14 грудня              | Вотфорд                    | 1:1     | Порт Вейл                   |
| 16 грудня Перегравання | Порт Вейл                  | 2:1     | Вотфорд                     |
| 14 грудня              | Волсолл                    | 0:0     | Іпсвіч Таун                 |
| 18 грудня Перегравання | Іпсвіч Таун                | 0:1     | Волсолл                     |
| 14 грудня              | Ноттс Каунті               | 2:1     | Свіндон Таун                |
| 14 грудня              | Лінкольн Сіті              | 1:1     | Рексем                      |
| 18 грудня Перегравання | Рексем                     | 3:3     | Лінкольн Сіті               |
| 23 грудня Перегравання | Лінкольн Сіті              | 2:1     | Рексем                      |
| 14 грудня              | Саут Ліверпуль             | 2:3     | Карлайл Юнайтед             |
| 14 грудня              | Норвіч Сіті                | 4:4     | Квінз Парк Рейнджерс        |
| 16 грудня Перегравання | Квінз Парк Рейнджерс       | 2:0     | Норвіч Сіті                 |
| 14 грудня              | Олдем Атлетік              | 1:2     | Донкастер Роверз            |
| 14 грудня              | Галіфакс Таун              | 1:1     | Стокпорт Каунті             |
| 18 грудня Перегравання | Стокпорт Каунті            | 2:1     | Галіфакс Таун               |
| 14 грудня              | Ротергем Юнайтед           | 4:1     | Сканторп-енд-Ліндсі Юнайтед |
| 14 грудня              | Ґейтсгед                   | 4:0     | Ланкастер Сіті              |
| 14 грудня              | Пітерборо Юнайтед          | 1:1     | Нортгемптон Таун            |
| 19 грудня Перегравання | Нортгемптон Таун           | 1:1     | Пітерборо Юнайтед           |
| 23 грудня Перегравання | Нортгемптон Таун           | 8:1     | Пітерборо Юнайтед           |
| 14 грудня              | Мертір-Тідвіл              | 1:3     | Редінг                      |

## Третій раунд
| Дата                  | Господарі                  | Рахунок | Гості                |
| --------------------- | -------------------------- | ------- | -------------------- |
| 11 січня              | Честер                     | 2:0     | Плімут Аргайл        |
| 11 січня              | Честерфілд                 | 2:1     | Сандерленд           |
| 11 січня              | Борнмут енд Боском Атлетік | 0:2     | Дербі Каунті         |
| 11 січня              | Бернлі                     | 5:1     | Астон Вілла          |
| 11 січня              | Саутгемптон                | 5:1     | Бері                 |
| 11 січня              | Редінг                     | 2:2     | Грімсбі Таун         |
| 14 січня Перегравання | Грімсбі Таун               | 3:1     | Редінг               |
| 11 січня              | Волсолл                    | 2:5     | Ліверпуль            |
| 11 січня              | Блекберн Роверз            | 1:1     | Галл Сіті            |
| 16 січня Перегравання | Галл Сіті                  | 0:3     | Блекберн Роверз      |
| 11 січня              | Шеффілд Венсдей            | 4:1     | Блекпул              |
| 11 січня              | Болтон Вондерерз           | 5:1     | Стокпорт Каунті      |
| 11 січня              | Вулвергемптон Вондерерз    | 3:0     | Ротергем Юнайтед     |
| 11 січня              | Вест-Бромвіч Альбіон       | 2:1     | Лідс Юнайтед         |
| 11 січня              | Лінкольн Сіті              | 0:1     | Ноттінгем Форест     |
| 11 січня              | Лутон Таун                 | 6:0     | Ноттс Каунті         |
| 11 січня              | Евертон                    | 4:2     | Саутенд Юнайтед      |
| 11 січня              | Донкастер Роверз           | 2:3     | Портсмут             |
| 11 січня              | Шеффілд Юнайтед            | 3:0     | Карлайл Юнайтед      |
| 11 січня              | Ньюкасл Юнайтед            | 6:2     | Крістал Пелес        |
| 11 січня              | Тоттенгем Готспур          | 2:2     | Сток Сіті            |
| 15 січня Перегравання | Сток Сіті                  | 1:0     | Тоттенгем Готспур    |
| 11 січня              | Манчестер Сіті             | 3:0     | Ґейтсгед             |
| 11 січня              | Квінз Парк Рейнджерс       | 1:1     | Мідлсбро             |
| 15 січня Перегравання | Мідлсбро                   | 3:1     | Квінз Парк Рейнджерс |
| 11 січня              | Фулгем                     | 1:2     | Бірмінгем Сіті       |
| 11 січня              | Брентфорд                  | 1:0     | Кардіфф Сіті         |
| 11 січня              | Нортгемптон Таун           | 1:2     | Престон Норт-Енд     |
| 11 січня              | Ковентрі Сіті              | 5:2     | Ньюпорт Каунті       |
| 11 січня              | Вест Гем Юнайтед           | 1:2     | Лестер Сіті          |
| 11 січня              | Міллволл                   | 0:3     | Порт Вейл            |
| 11 січня              | Челсі                      | 1:1     | Арсенал              |
| 15 січня Перегравання | Арсенал                    | 1:1     | Челсі                |
| 20 січня Перегравання | Арсенал                    | 0:2     | Челсі                |
| 11 січня              | Бредфорд Парк-Авеню        | 0:3     | Манчестер Юнайтед    |
| 11 січня              | Гаддерсфілд Таун           | 3:4     | Барнслі              |
| 11 січня              | Свонсі Сіті                | 4:1     | Джиллінгем           |
| 11 січня              | Чарльтон Атлетік           | 3:1     | Рочдейл              |

## Четвертий раунд
У цьому раунді зіграли переможці попереднього етапу.
| Дата                  | Господарі               | Рахунок | Гості                   |
| --------------------- | ----------------------- | ------- | ----------------------- |
| 25 січня              | Честер                  | 0:0     | Сток Сіті               |
| 29 січня Перегравання | Сток Сіті               | 3:2     | Честер                  |
| 25 січня              | Бернлі                  | 2:0     | Ковентрі Сіті           |
| 25 січня              | Ліверпуль               | 2:0     | Грімсбі Таун            |
| 25 січня              | Престон Норт-Енд        | 6:0     | Барнслі                 |
| 25 січня              | Блекберн Роверз         | 2:0     | Порт Вейл               |
| 25 січня              | Шеффілд Венсдей         | 2:1     | Евертон                 |
| 25 січня              | Болтон Вондерерз        | 3:3     | Манчестер Сіті          |
| 29 січня Перегравання | Манчестер Сіті          | 1:0     | Болтон Вондерерз        |
| 25 січня              | Вулвергемптон Вондерерз | 0:0     | Шеффілд Юнайтед         |
| 29 січня Перегравання | Шеффілд Юнайтед         | 2:0     | Вулвергемптон Вондерерз |
| 25 січня              | Мідлсбро                | 2:1     | Честерфілд              |
| 25 січня              | Вест-Бромвіч Альбіон    | 1:2     | Чарльтон Атлетік        |
| 25 січня              | Лутон Таун              | 2:0     | Свонсі Сіті             |
| 25 січня              | Ньюкасл Юнайтед         | 3:1     | Саутгемптон             |
| 25 січня              | Брентфорд               | 0:0     | Лестер Сіті             |
| 30 січня Перегравання | Лестер Сіті             | 0:0     | Брентфорд               |
| 3 лютого Перегравання | Лестер Сіті             | 4:1     | Брентфорд               |
| 25 січня              | Челсі                   | 2:2     | Дербі Каунті            |
| 29 січня Перегравання | Дербі Каунті            | 1:0     | Челсі                   |
| 25 січня              | Манчестер Юнайтед       | 0:2     | Ноттінгем Форест        |
| 25 січня              | Бірмінгем Сіті          | 1:0     | Портсмут                |

## П'ятий раунд
На цьому етапі зіграли переможці попереднього раунду.
| Дата                   | Господарі        | Рахунок | Гості            |
| ---------------------- | ---------------- | ------- | ---------------- |
| 8 лютого               | Ліверпуль        | 1:0     | Дербі Каунті     |
| 8 лютого               | Ноттінгем Форест | 2:2     | Мідлсбро         |
| 12 лютого Перегравання | Мідлсбро         | 6:2     | Ноттінгем Форест |
| 8 лютого               | Шеффілд Венсдей  | 0:2     | Престон Норт-Енд |
| 8 лютого               | Лутон Таун       | 0:0     | Бернлі           |
| 11 лютого Перегравання | Бернлі           | 3:0     | Лутон Таун       |
| 8 лютого               | Ньюкасл Юнайтед  | 1:1     | Лестер Сіті      |
| 20 лютого Перегравання | Лестер Сіті      | 1:2     | Ньюкасл Юнайтед  |
| 8 лютого               | Чарльтон Атлетік | 1:0     | Блекберн Роверз  |
| 8 лютого               | Сток Сіті        | 0:1     | Шеффілд Юнайтед  |
| 8 лютого               | Бірмінгем Сіті   | 5:0     | Манчестер Сіті   |

## Шостий раунд
На цьому етапі зіграли переможці попереднього раунду.
| Дата                   | Господарі        | Рахунок | Гості            |
| ---------------------- | ---------------- | ------- | ---------------- |
| 1 березня              | Ліверпуль        | 4:1     | Бірмінгем Сіті   |
| 1 березня              | Мідлсбро         | 1:1     | Бернлі           |
| 4 березня Перегравання | Бернлі           | 1:0     | Мідлсбро         |
| 1 березня              | Шеффілд Юнайтед  | 0:2     | Ньюкасл Юнайтед  |
| 1 березня              | Чарльтон Атлетік | 2:1     | Престон Норт-Енд |

## Півфінали
У півфіналах зіграли команди, що перемогли на попередньому етапі.
| Дата                   | Господарі        | Рахунок | Гості           |
| ---------------------- | ---------------- | ------- | --------------- |
| 29 березня             | Бернлі           | 0:0 дч  | Ліверпуль       |
| 12 квітня Перегравання | Бернлі           | 1:0     | Ліверпуль       |
| 29 березня             | Чарльтон Атлетік | 4:0     | Ньюкасл Юнайтед |

## Фінал
| 26 квітня 1947 |

| Чарльтон Атлетік | 1:0 дч   | Бернлі |
| ---------------- | -------- | ------ |
| Даффі 114'       | Протокол |        |

| Вемблі, Лондон Глядачів: 98 215 Арбітр: Джим Вілтшир |